# به کابوس استاندارد خوش آمدید
 به کابوس استاندارد خوش آمدید (به انگلیسی: Welcome to standard nightmare) داستان علمی-تخیلی کوتاهی است به نوشته رابرت شکلی.
داستان در مورد مردی است از سیاره زمین که مأموریت کشف و اکتشاف نژادهای جدید را دارد.
در این سفر وی با نژادی روبرو می‌شود که به نظر می‌رسد به تمام چیزهایی که انسانها به عنوان کمال و نهایت آسودگی در مخیله خود اندیشیده‌اند رسیده‌اند؛ ولی این موضوع برای او باعث تسلی خاطر نیست به ویژه بعد از دیدن قدرت نظامی این نژاد که از فرمانروای دیکتاتور قبلی حاکم بر آن سیاره به یادگار مانده است و ده‌ها برابر قدرتمند تر از نیروی نظامی زمین می‌باشد.